# Георгий Бранкович
Гео́ргий или Ю́рий (Джурадж) Вукович Бра́нкович (серб. Ђурађ Вуковић Бранковић), известен также как Георгий Смедеревац (серб. Ђурађ Смедеревац) — правитель Сербии, сын Вука Бранковича и внук царя Лазаря. 
Представитель династии Бранковичей; последний правитель средневековой Сербии. Вскоре после его смерти, в 1459 году Сербская деспотия перестала существовать.

## Биография
Вместе со своим дядей Стефаном Лазаревичем, Георгий помогал султану Баязиду в борьбе его с Тамерланом (Тимуром) и после этого решил сосредоточить в своих руках всю власть над Сербией ; вследствие чего началась у него распря со Стефаном. В конце концов, Стефан признал Георгия своим наследником и отдал ему в управление часть Сербии.
В 1426 году они оба бежали в Венгрию и признали над собою верховную власть императора Сигизмунда. После смерти Стефана в следующем, 1427 году, Георгий Бранкович сделался сербским деспотом, но уже начиная с 1428 года вынужден был платить дань османам.
В 1439 году султан Мурад II напал на Сербию, и Георгий должен был опять бежать в Венгрию. В Сербию он смог вернуться лишь при помощи польского короля Владислава и венгерского полководца Яноша Хуньяди. Когда Владислав, в нарушение данной на Евангелии клятвы хранить мир, в 1444 году возобновил войну с Османской империей, Георгий Бранкович не стал помогать ему; крестовый поход на Варну обернулся катастрофой. 
В 1453 году Георгий направил в помощь султану Мехмеду II под осаждённый Константинополь войска, в составе которых находился и Константин из Островицы, будущий автор «Записок янычара».
Георгий умер от раны, которую получил в одном из сражений с венграми.

## Семья
Был женат на византийской царевне Ирине Кантакузине. Имел не менее шести детей:
- Тодор Бранкович (ум. до 1429);
- Георгий Бранкович (ок. 1415 — октябрь 1459);
- Мара Бранкович (ок. 1416 — 14 сентября 1487), жена султана Мурада II;[5]
- Стефан Бранкович (ок. 1417—1476), ослеплён в 1441 году, претендовал на престол после смерти брата Лазаря;
- Катерина Бранкович (ок. 1418—1490), жена графа Ульриха II Циллеи;
- Лазарь Бранкович (ок. 1421/27 — январь/июнь 1458), в 1446 году женился на Елене, старшей сестре Софьи Палеолог.